# Fuerte de San Carlos (Carbajales de Alba)
El Fuerte de San Carlos es una fortaleza militar española situada en el municipio de Carbajales de Alba de la provincia de Zamora, de la comunidad autónoma de Castilla y León.

## Descripción
El Fuerte de San Carlos, en Carbajales de Alba, es un singular ejemplo de fortificación construida entre el siglo XVII y el XVIII en la provincia de Zamora, dentro del entramado de fortalezas defensivas de la frontera con Portugal.
Es uno de los escasos ejemplos de arquitectura abaluartada conservados que estuvo inmerso en los acontecimientos bélicos con el vecino país vecino. Es de planta rectangular con torreones de punta de diamante en las esquinas y un foso, prácticamente colmatado, repite el esquema académico de este tipo de construcciones defensivas. Según las fuentes escritas, su construcción se inicia a principios del siglo XVII, reformándose o rematándose en 1702. Su fisonomía completa se puede observar en los planos levantados por Robelín y Moreau en 1721 y 1739 respectivamente, gracias a los cuales conocemos los nombres de sus baluartes: San Amaro, Santa Engracia, de Peñas Coronas y de Portugal.
El plano del fuerte de Carbajales se conserva el Servicio Histórico Militar y en él aparece representados la iglesia antigua, la barraca del «Gobernador del Fuerte», las barracas para oficiales y soldados, el pozo, la cárcel militar... Sin embargo, no figura el «hospital para soldados y inválidos veteranos» que funcionó, según los documentos, en su recinto durante un amplio periodo de tiempo. El fuerte se utilizó fundamentalmente durante las guerras fronterizas, pero también jugó un papel importante en la Guerra de la Independencia. Las instalaciones defensivas se mantuvieron hasta finales del siglo XIX donde permanecía un pequeño destacamento de militares. Al marcharse los soldados, el fuerte fue objeto de pillaje llevándose de él hasta las piedras. Hoy sólo quedan ruinas, pero gracias a las obras de consolidación se ha recuperado parte del fuerte y se han documentado las distintas fases constructivas.

## Historia
Felipe IV decide, a mediados del siglo XVII, edificar una serie de fuertes a lo largo de la frontera de Portugal, así, las crónicas de la época narran que en Zamora se trató de contener la invasión portuguesa «haciendo plazas de armas fortificaciones y artilladas en Carbajales, Alcañices y Torregamones, guarneciéndolas con un tercio fijo de 800 hombres que con su nombre organizó y pagó la ciudad. También se fortificó la de Puebla de Sanabria». Así nació el Fuerte Militar de Carbajales, en torno a la antigua iglesia-fortaleza de los Templarios.
Las instalaciones jugaron un papel importante durante la guerra de la Independencia y estuvo habitado hasta el siglo XIX por un pequeño destacamento de soldados que defendían la propiedad del mismo. Tras su marcha las instalaciones fueron objeto de pillaje.

## Protección
Con fecha de 25 de febrero de 2010, el Consejo de Gobierno de la Junta de Castilla y León aprobó la adecuación a la categoría de monumento de los restos de este fuerte, delimitando también su entorno de protección para preservar los valores del enclave, dado que aunque estaba afecto al decreto sobre protección de los castillos españoles del año 1949, la imprecisión en cuanto a la delimitación espacial del conjunto hizo necesaria su adecuación dentro de las categorías que establece la Ley de Patrimonio Cultural de Castilla y León.
El entorno de protección que se delimita, se justifica en razón de posibilitar su correcta percepción en tanto elemento integrado en el territorio en que se asienta, previniendo la posible degradación de los valores que concurren en el monumento y que motivan su consideración como bien de interés cultural con categoría de monumento. La delimitación afecta al interior
de los espacios que configuran el fortín, incluidos estos, así como las parcelas exteriores que se encuentran enfrente y delimitados con la siguiente descripción:
- Inicio: Esquina sur del polígono 023 en que se ubica el monumento.
- Tramo 1.º Camino que bordea la linde sur-oeste y oeste del polígono antes citado, hasta la calle Fuertes.
- Tramo 2.º Calle Fuertes y calle Feria hasta la calle Fonfría.
- Tramo 3.º Calle Fonfría desde la calle Feria hasta la parcela 04 de la manzana 03546.
- Tramo 4.º Calle Fonfría hasta su encuentro con el punto de inicio de esta delimitación.

## Excavaciones
Los trabajos de excavación arqueológica y posterior consolidación, han permitido recuperar parte de este singular monumento y han permitido comprobar las distintas fases constructivas que se coligen de la información escrita. Así, se ha conseguido sacar los niveles originales del foso, en el que se abre un curioso pozo de suministro de agua, el glacis y el camino cubierto, el puente de acceso a la fortificación y la planta completa de los baluartes de Portugal y San Amaro, al tiempo que se han reconocido y se han intentado plasmar sus características constructivas.